# Prawo Ohma dla obwodu magnetycznego
Prawo Ohma dla obwodu magnetycznego – prawo określające zależność strumienia magnetycznego od siły magnetomotorycznej dla zamkniętego obwodu magnetycznego. Prawo to jest analogiczne do prawa Ohma dla obwodu elektrycznego. Wyrażone jest ono wzorem Hopkinsona
{\displaystyle \Phi _{m}={\frac {{\mathcal {E}}_{m}}{R_{m}}},}
gdzie:
{\displaystyle {\mathcal {E}}_{m}} – siła magnetomotoryczna,
{\displaystyle \Phi _{m}} – strumień magnetyczny (stały dla wszystkich odcinków obwodu),
lub
{\displaystyle \Phi _{m}={\frac {NI}{R_{m}}},}
gdzie:
{\displaystyle I} – natężenie prądu elektrycznego płynącego przez {\displaystyle N} zwojów będącego źródłem pola magnetycznego obwodu,
{\displaystyle R_{m}} – całkowity opór magnetyczny obwodu.